# Pietro Raimondi
Pietro Raimondi (Roma, 20 de dezembro de 1786 - Roma, 30 de outubro de 1853) foi um compositor italiano, da época de transição entre o período clássico e o período romântico da história da música.
Aluno do Conservatório de Turchini Pieta em Nápoles,  estudou canto e acompanhamento, contraponto e composição. Foi aluno de Giacomo Tritto.
Após seis anos de estudos, voltou a Roma à procura de trabalho, mas as fracas condições económicas forçaram-no a mover-se para Florença e Génova, onde sua mãe morava. Na última cidade começou como mestre, professor e compositor, e escreveu uma ópera cómica: La Bizzarria d'amore (1807).

## Obras
62 obras teatrais: 
- La Bizzarria d'amore (Génova - 1807)
- La Forza dell'immaginazione, comédia lírica (1808)
- Il Battuto contento, comédia lírica (1808)
- Era e Leandro, monodramma  (1809)
- Il Fanatico deluso (Nápoles, Teatro dei Fiorentini, 1811);
- Amurat secondo (Roma, 1813);
- Ciro in Babilonia (Nápoles, Teatro S.Carlo, 1820);
- La Donna colonnello (Nápoles, Teatro del Fondo, 1822) ;
- La Caccia di Errico IV (Nápoles, Teatro del Fondo, 1822) ;
- Le Finte amazzoni (Milão, Teatro alla Scala,  1823) ;
- Le nozze dei sanniti (Nápoles, Teatro S.Carlo,  1824);
- Amina ovvero L'innocenza perseguitata (Milão, Teatro alla Scala, 1824);
- Berenice in Roma (Nápoles, Teatro S. Carlo, 1824) ;
- Il Disertore (Nápoles, Teatro del Fondo,  1825);
- Il finto feudatario (Nápoles, Teatro Nuovo, 1826);
- Costanza ed Oringaldo (Nápoles, Teatro S.Carlo, 1830);
- Il Ventaglio (Nápoles, Teatro Nuovo, 1831)
- Il Giulio Sabino (Nápoles, Teatro S.Carlo, 1831);
- La vita di un giuocatore (Nápoles, Teatro Nuovo, 1831);
- La verdummara de puorto (Nápoles, Teatro Nuovo, 1832);
- Clato (Nápoles, Teatro S. Carlo,  1832);
- I Parenti ridicoli (Nápoles, Teatro Nuovo, 1835);
- Isabella degli Abenanti (Nápoles, Teatro S.Carlo, 1836);
- Viclinda (Nápoles, Teatro S.Carlo, 1837);
- Francesca Donato (Palermo, Teatro Carolino, 1842);
- Il Trionfo delle donne (Palermo, 1843)

Cinco oratórios, entre eles: 
- Giuseppe
- Giuditta
- Il Giudizio universale

Cantatas: 
- L'Oracolo di Delfo (Nápoles, teatro S. Carlo, 1811)
- Argia (Nápoles, 6 de julho de 1823)

Ballet:
- Giaffar (Bologna, Teatro Comunale, 9 de maio de 1837)

Obra sacras com orquestra; 
- 2 Requiem com orquestra;
- Salmos a 4 e 8 vozes;
- 2 Missas a oito vozes;
- 2 Sinfonias religiosas, separadas ou unidas;
- Vespri;
- Stabat;
- Miserere;
- Tantum Ergo;
- Le sette parole dell’agonia.

## Discografia
- Il ventaglio - Interpretação: A. Baldasserini, P. Barbacini, G. Ceccarini, C. Vozza - Dir. Bruno Rigacci - (RSI Lugano 1978 2 CD 1234,01 Al wav 4001 cda810)
- Il Giudizio universale - Interpretação: J. Omilian, D. Di Domenico, M, Camastra - Dir. Arturo Sacchetti (Ed. Bongiovanni - 2CD GB 2438/39-2)